# حزب آذربایجان نوین
حزب آذربایجان نوین (به ترکی آذربایجانی: Yeni Azərbaycan Partiyası, YAP) حزبی سیاسی حاکم بر جمهوری آذربایجان در تاریخ ۱۸ دسامبر ۱۹۹۲ توسط رئیس‌جمهوری سابق آذربایجان؛ حیدر علی اف بنیان‌گذاری شده و تا پایان عمرش در سال ۲۰۰۳، رهبر این حزب و رئیس‌جمهوری آذربایجان بود. که در حال حاضر پسر وی، الهام علی‌اف رهبر حزب آذربایجان نوین می‌باشد.
ایدئولوژی این حزب، قانون محوری، سکولاریسم، و ملی‌گرایی آذربایجانی مبتنی بر «اقتصاد اجتماعی گرا»، همبستگی، عدالت و اجتماعی مدنی را به عنوان اساس ایدئولوژی خود اظهار داشته‌اند. مؤسس حزب آذربایجان نوین، حیدر علی اف تا ژوئیه سال ۱۹۹۱ عضو حزب کمونیست اتحاد شوروی بود.

## برای مطالعهٔ بیشتر
- Ishiyama, John (2008): Political Party Development and Party 'Gravity' in Semi-Authoritarian States. The Cases of Azerbaijan, Kyrgyzstan, and Tajikistan. In: Taiwan Journal of Democracy 4.1: 33-53.
- Küpeli, Ismail (2010): Stabilisierung autoritärer Herrschaft: Das Fallbeispiel Aserbaidschan. Universität Duisburg-Essen, Duisburg 2010.